# 675 Ludmilla
675 Ludmilla
675 Ludmilla là một tiểu hành tinh ở vành đai chính. Nó được Joel Hastings Metcalf phát hiện ngày 30.8.1908 ở Taunton, Massachusetts (Hoa Kỳ), và được đặt theo tên Lyudmila, nhân vật trong vở opera Ruslan và Lyudmila của Mikhail Glinka